# المرتزقة: ملعب الدمار
المرتزقة: ملعب الدمار (بالإنجليزية: Mercenaries: Playground of Destruction)‏ هي لعبة إلكترونية من نوع أكشن-مغامرات صدرت عام 2005 وهي من تطوير شركة بانديميك ستوديو ونشر لوكاس آرتز.

## وصلات خارجية
- المرتزقة: ملعب الدمار على موقع IMDb (الإنجليزية)